# Kate Thill
Kate Thill (* 25. Januar 2002 in Götzingen in der Gemeinde Koerich) ist eine luxemburgische Fußballspielerin. Seit 2018 ist sie für die luxemburgische Fußballnationalmannschaft aktiv.

## Karriere

### Verein
Von 2017 bis 2018 war Thill im Verein SC Ell aktiv. Seit 2018 spielt sie für SC Bettembourg als Stürmerin.

### Nationalmannschaft
Seit 2018 spielt sie in der Luxemburgische Fußballnationalmannschaft der Frauen. Sie debütierte am 7. Oktober 2018 bei einem Freundschaftsspiel gegen Estland. Ihre erste Tor traf Thill bei einem Spiel gegen Nordmazedonien. Bisher absolvierte sie 10 Länderspiele.